# Francesco Rustici
Pour les articles homonymes, voir Rustici.

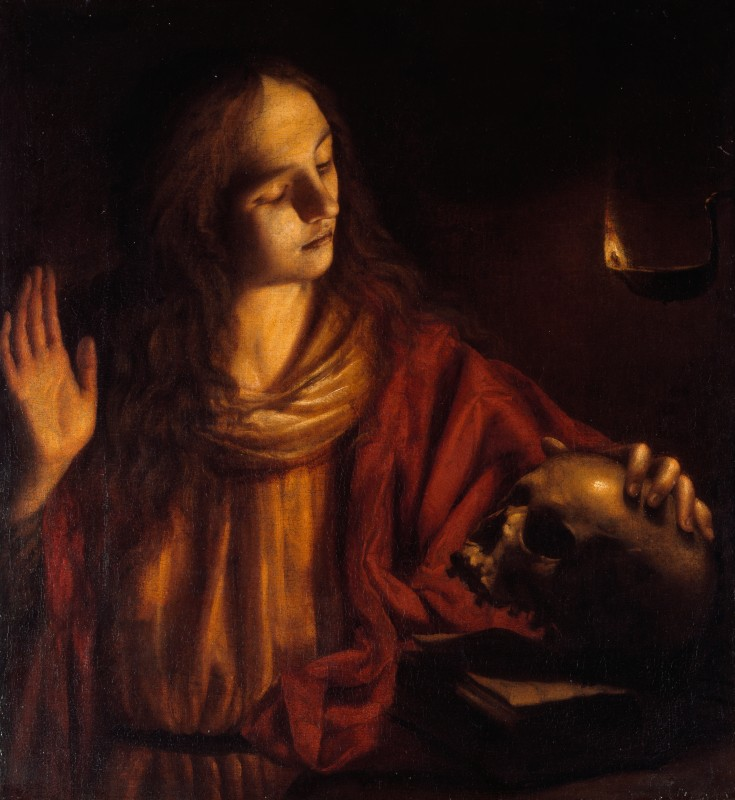
La Maddalena de Francesco Rustici.

Francesco Rustici, dit Il Rustichino (Sienne, 1592-1626) est un peintre italien baroque de l'école siennoise.

## Biographie
Fils du peintre Vincenzo ou Cristoforo Rustici et petit-fils d'Alessandro Casolani, il se forme dans l'entourage familial, et est également influencé par Francesco Vanni. Il séjourne à Rome vers 1618-1619, où il étudie les deux tendances que représentent les travaux d'Annibale Carracci et des caravagesques, et ceux de Guido Reni et de l'école de Bologne.
Son adhésion au naturalisme devient plus prononcée dans les œuvres de sa dernière période d'activité, comme on peut le voir dans La Mort de Lucrèce et le dramatique Saint Sébastien du musée de Picardie. Il excelle, en particulier, à reproduire les effets de la lumière dans un style proche de celui de Gerrit van Honthorst.

## Œuvres
- Annonciation, Chiesa di Santa Maria di Provenzano à Sienne,
- Saint Sébastien, Palais Farnese.
- La Sainte famille avec saint Jean et Catherine de Sienne, Museo Cattedrale de Chiusi.
- Vierge à l'Enfant avec saint Bartholomée et saint Cristophe, retable du maître-autel, église San Bartolomeo, Rapolano Terme.
- La Mort de Lucrèce, 1623-1625, huile sur toile, 175 × 259 cm, corridor de Vasari, musée des Offices, Florence. Une des quatre toiles exécutées pour la salle d'audience de la grande-duchesse Marie-Madeleine d'Autriche dans la Villa di Poggio Imperiale[2].
- Œuvre au Museo della Contrada del Drago, Sienne.
- Collections de la Monte dei Paschi de Sienne :
  - Vierge à l'Enfant, saint Joseph (?), sainte Catherine de Sienne, sainte Marie-Madeleine et saint François,
  - Le Christ chassant les marchands du temple,
  - La Sagesse et la Prudence.
- La Mort de Marie-Madeleine, deux versions dont une pour un Médicis.